# Ель-Магтас
Віфанія Зайорданська (Ель-Магтас) (араб. المغطس, досл. хрещення або занурення; івр. בית עברה) — історична пам'ятка й об'єкт Світової спадщини ЮНЕСКО в Йорданії, розташований на східному березі річки Йордан. Споконвіку вважається вирогідним місцем хрещення Ісуса та визнаний таким представниками більшості церков. В українській мові місце хрещення також відоме під іншими назвами: Витанія, Вифавара та Витавара.
Ель-Магтас складається з двох основних археологічних частин: залишків монастиря на кургані під назвою Джебель-Мар-Ільяс (пагорб пророка Іллі) та території біля річки із залишками церков, ставків, паломницьких і відлюдницьких будівель. Ці дві місцевості з'єднані між собою долиною під назвою Ваді-ель-Харрар.
Вдале розташування Віфанії між Єрусалимом та Царським шляхом видно з фрагменту Книги Ісуса Навина про ізраїльтян, що перетинали Йордан в цьому місці. До того ж, Джебель-Мар-Ільяс традиційно вважається місцем вознесіння пророка Іллі на небеса. Уся територія об'єкту була покинута після шестиденної війни 1967 року, коли обидва береги Йордану стали місцем бойових дій.
Після підписання Ізраїлем та Йорданією мирної угоди в 1994 році відбулося розмінування території за ініціативою йорданської королівської династії. Згодом в Ель-Магтасі було здійснено кілька археологічних досліджень. У 2015 році ЮНЕСКО надала всій місцевості (за винятком території на західному узбережжі Йордану) статус об'єкта Світової спадщини. В 2016 році Ель-Магтас відвідали приблизно 81 тис. людей, переважно з Європи, Америки й Арабських країн. 6 січня тисячі людей збираються в цьому місці задля відсвяткування Богоявлення.

## Назва
За християнською традицією, місце Хрещення Господнього відоме під декількома назвами: Віфанія (Витанія), Віфавара (Витавара) й Ель-Магтас.

### Віфанія
У двох уривках з Євангелія від Івана (в переклді Огієнка) вказується місце «на тім боці Йордану» та «на той бік Йордану»:
Ів. 1:28: Це в Віфа́нії ді́ялося, на тім боці Йорда́ну, де христив був Іван.
Ів. 10:40: І Він знову на то́й бік Йорда́ну пішов, на те місце, де Іван найперше христив, та й там перебува́в.
Слово Віфанія може походити від beth-ananiah, що на івриті дослівно значить «будинок бідних» або «будинок стражденних». До того ж, назва Віфанія використовується і для іншого місця — міста, розташованого на Оливковій горі, про яке неодноразово йшлося в Новому Заповіті.

### Витанія
Варіант перекладу Витанія вживається в Біблії в перекладі Хоменка, який застосовується переважно Греко-католицькою та Римо-католицькою церквами. Також Витанія зустрічається і в перекладі Турконяка, що побачив світ у XXI столітті.
Сталося те у Витанії, по той бік Йордану, де Йоан христив.
(переклад Хоменка)
Це сталося у Витанії, на другому боці Йордану, де Іван хрестив.
(переклад Турконяка)

### Вифавара

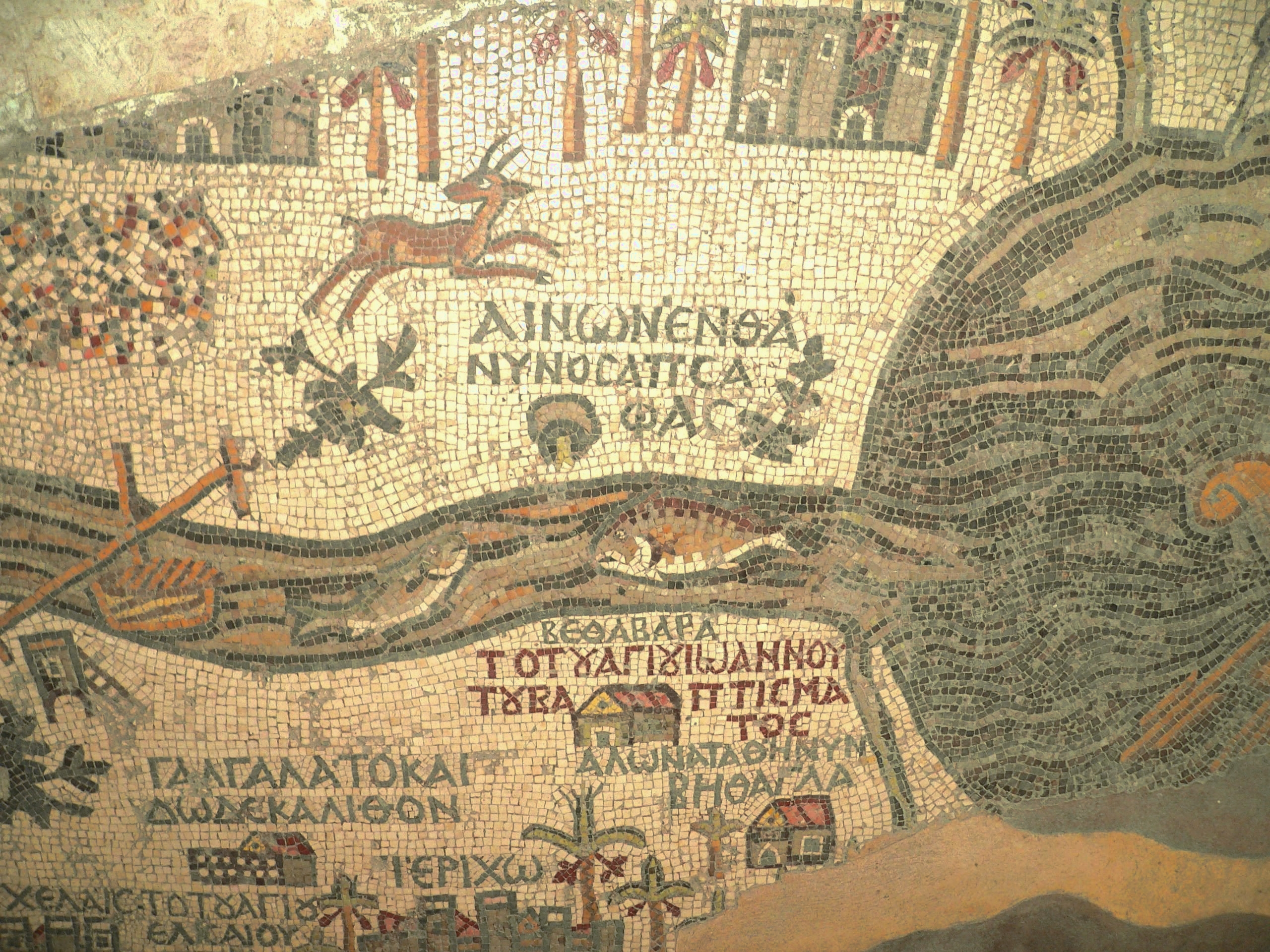
Фрагмент Мадабської карти, де вказано Βέθαβαρά το τού άγίου Ιωάννου τού βαπτίσματος (Вифавара, місце хрещення св. Івана) на захід від річки Йордан

Ориген був християнським теологом III століття з Палестини. Помітивши, що в його часи на східному березі Йордану вже не було місця під назвою Віфанія, він запропонував змінити назву на Вифавара, що дійсно відповідало місцю, яке там знаходилось. Деякі його пропозиції були схвалені і використані у подальших перекладах, зокрема в російському Синодальному перекладі, на основі якого був створений переклад Філарета на українську.
Це сталося у Вифаварі по той бік Йордану, де хрестив Іоан.
(переклад Філарета)

### Витавара
У найпершому повному перекладі Біблії на українську — перекладі Куліша — використовується назва Витавара.
Се в Витаварі стало ся, за Йорданом, де Йоан хрестив.
(переклад Куліша)

### Ель-Магтас
Ель-Магтас — арабське слово, що дослівно означає «хрещення» або «занурення».

## Географія
Ель-Магтас розташований у йорданській провінції Ель-Балка. Він лежить на східному узбережжі річки Йордан, за 9 км на північ від Мертвого моря та за 10 км на південний схід від Єрихону. Ділянка, що розкинулася на площі 533,7 гектарів, має дві окремі зони: Телль-ель-Харрар або Джебель-Мар-Ільяс (досл. пагорб пророка Іллі) та територію Зор поблизу річки, де лежить старовинна церква Святого Івана Хрестителя.
Віфанія Зайорданська лежить поруч зі стародавньою дорогою між Єрусалимом та Трансйорданією крізь Єрихон та через брод річки Йордан має сполучення з іншими біблійними місцями: Мадабою, горою Нево та Царським шляхом (лат. Via Regia).
Відомо, що первісне паломницьке місце розташовувалося зі східного берега Йордан-ріки, проте до VI століття більша частина вірян стала збиратися на західному березі річки. Сам термін Ель-Магтас історично використовувався для місцевості по обидва сторони Йордану. Сьогодні західна частина Віфанії під назвою Каср-ель-Ягуд лежить у Палестині. Вона хоч і згадувалася в пропозиції ЮНЕСКО, проте не отримала статус об'єкта Світової спадщини.

## Релігійне значення

### Перехід ізраїльтян через Йордан
В Танасі (Єврейській Біблії) йдеться, як Ісус Навин наказував ізраїльтянам перетнути Йордан, слідуючи за священиками, що несли Ковчег Заповіту через річку, тим самим змушуючи її води зупинитися (Єг. 3:14-17). За стародавніми традиціями, Ель-Магтас, відомий у давнину як бет-'абара («дім переправи») або Вифавара ототожнювався з місцем, де ізраїльтяни переплили річку Йордан і увійшли до Землі Обітованої.

### Пророк Ілля
В Танасі також описується, як пророк Ілля в супроводі пророка Єлисея зупинив води Йордану, переправившись на східну сторону, а потім завдяки вихору піднісся до небес; Єлисей, тепер вже спадкоємець Іллі, знову розділив води і переправився назад (2 Цар. 2:8-14). Стародавня єврейська традиція ототожнювала місце цієї події з тим самим місцем, яким користувався Ісус Навин, отже з Ель-Магтасом, а місце вознесіння Іллі — з Телль-ель-Харраром.

### Хрещення Ісуса
Іван Предтеча, ймовірно, хрестив людей не тільки в небезпечному Йордані, а також у різних джерелах і струмках. В Ів. 3:23 йдеться про Енон поблизу Салиму, де «енон» означає джерело. В Ель-Магтасі існує невеликий струмок Ваді-ель-Харрар, що тече до Йордану і пов'язаний з хрещенням Івана.

#### Історичність
В американській газеті The Washington Post зазначалося, що «немає археологічних свідчень того, що Ісус коли-небудь був хрещений у цих водах». Втім, східний (йорданський) берег традиційної місцевості був прийнятий різними християнськими конфесіями як дійсне місце хрещення Ісуса. Міжнародна рада з охорони пам'яток та історичних місць, розглядаючи заявку Віфанії Зайорданської при наданні статусу об'єкту Світової спадщини ЮНЕСКО, зазначила, що пам'ятки, які історично пов'язані з хрещенням Ісуса, також існують і на західному березі Йордану. В цьому повідомленні також йдеться, що визнання Ель-Магтасу Світовою спадщиною остаточно не доводить, що його археологічні споруди насправді історично пов'язані з хрещенням Ісуса, а також вказується, що інші місця вздовж річки Йордан історично висували подібні твердження. На офіційному вебсайті Ель-Магтасу представлено 13 свідчень від представників найбільших міжнародних конфесій щодо автентичності саме цього місця.

## Історія та археологія

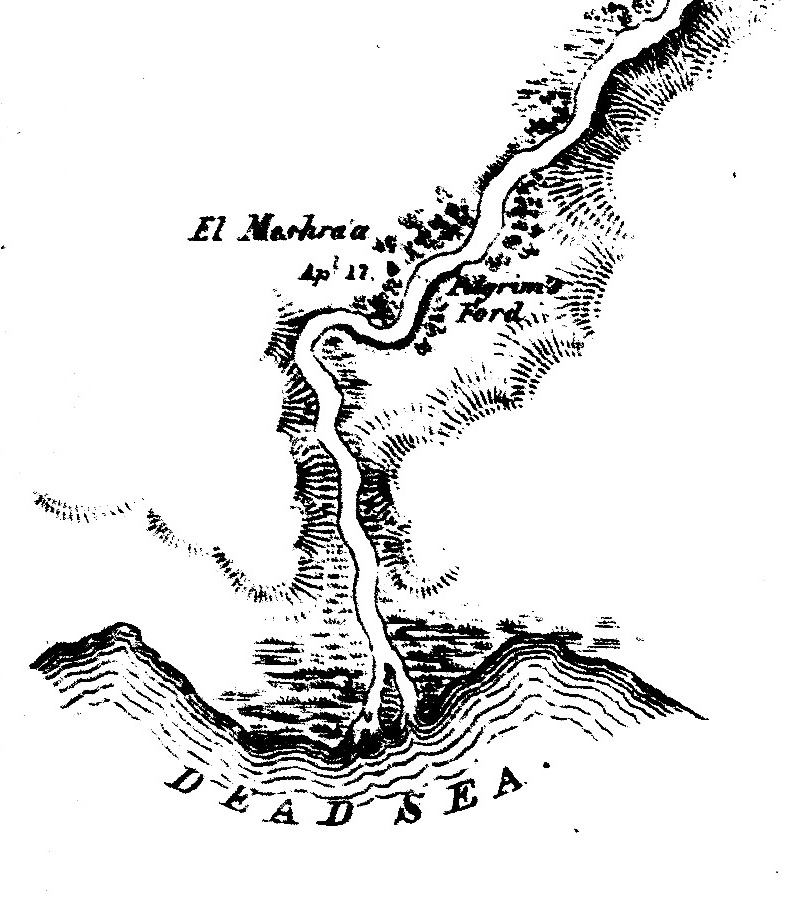
Ель-Магтас на мапі Йордану 1849 року

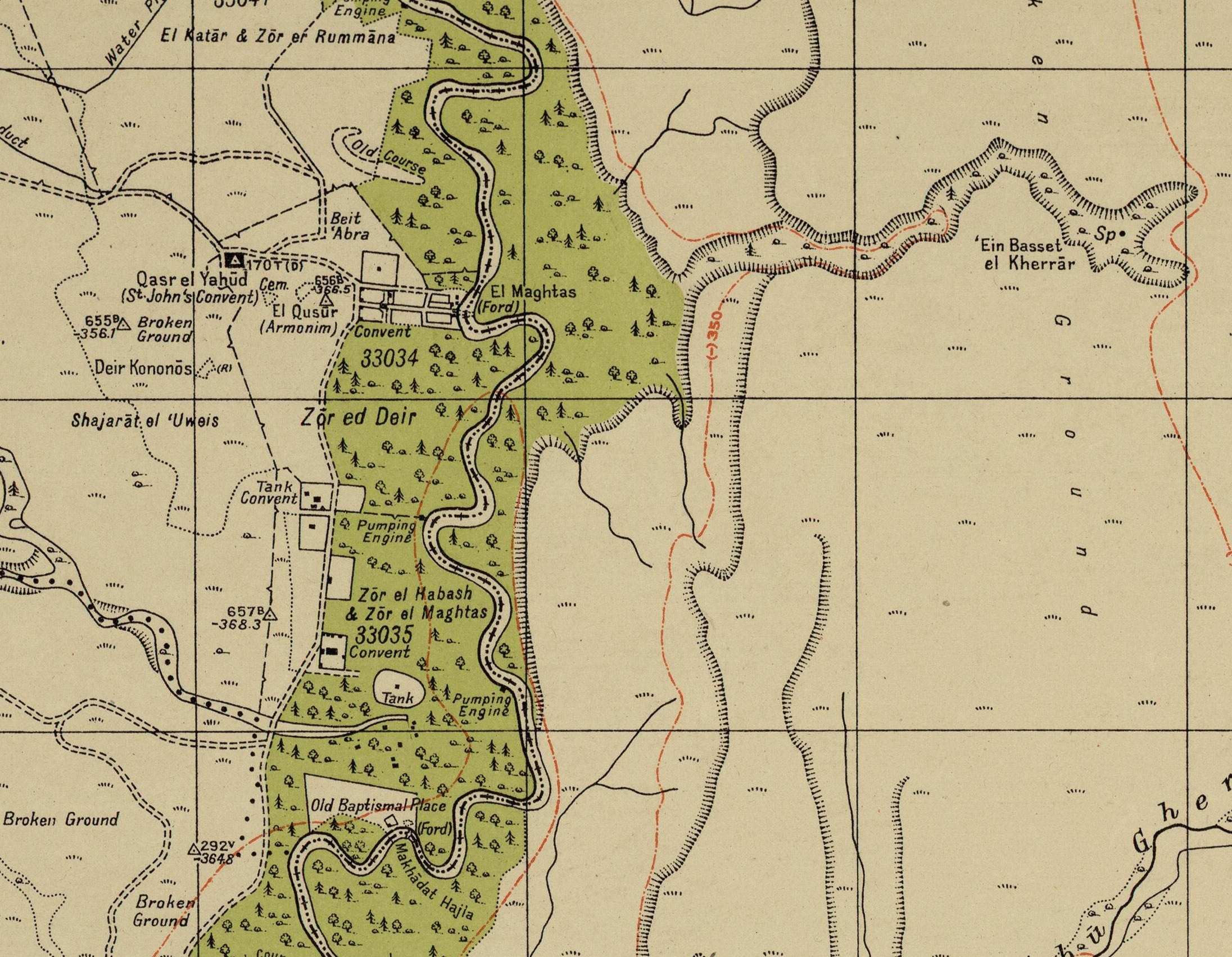
Ель-Магтас на карті Палестини 1944 року

### Доримське поселення
Під час археологічних розкопок були знайдені старожитності, що підтверджують заселення цієї місцевості невеликою групою аграріїв у період енеоліту, приблизно в 3500 році до н. е. Є також ознаки поселення елліністичної епохи.

### Римський та візантійський періоди
Пам'ятка містить будівлі з фрагментами двох архітектурних традицій, пов'язаних між собою: єврейської мікви (ритуальної ванни) доби Другого Храму та християнських ванн, що використовувалися для хрещення.
Ймовірно, в ІІ—ІІІ століттях і вже точно в V—VI століттях у Телль-ель-Харрарі були побудовані різні християнські релігійні споруди. Слід зауважити, що в I—IV століттях християнство часто переслідувалося римською державою. Лише після того, як воно стало дозволеним, стали можливими відкриті християнські богослужіння.
За результатами археологічних розкопок було також встановлено, що пагорб Телль-ель-Харрар, відомий як Пагорб Іллі, шанувався як місце, звідки пророк Ілля піднявся на небо. У V столітті на згадку про цю подію тут був зведений візантійський монастир. Археологи назвали його Монастир Реторіос за назвою з напису візантійської мозаїки.
Візантійський імператор Анастасій I між 491 і 518 рр. звів першу церкву на східному узбережжі Йордану, присвячену Івану Хрестителю. Однак внаслідок двох повеней та землетрусу церква була зруйнована. Церкву реконструювали тричі, допоки вона остаточно не зруйнувалася разом із каплицею, збудованою над пристанями, під час великої повені в VI чи VII столітті.
Достеменно відомо, що місця паломництва змінювалися протягом історії. Основні християнські археологічні знахідки візантійського та, можливо, навіть римського періоду вказують на те, що початкове місце паломництва було на східному березі, проте на початку VI століття віряни стали шанувати місце на більш доступному західному березі річки.
У візантійський період Ель-Магтас був популярним паломницьким центром. Завоювання Єрусалиму Сасанідами в 614 році, розливи річок, землетруси, а також мусульманська облога Єрусалиму 636–637 років поклали край візантійській будівельній діяльності на східному березі Йордану, особливо в районі Ваді-ель-Харрар.

### Ранній мусульманський період
Після завоювання мусульманами Близького Сходу лише декілька візантійських споруд залишалися в користуванні. Поступово богослужіння стали відбуватися на західному березі річки Йордан, в Каср-ель-Ягуді. Після 670 року нашої ери згадки про місце хрещення стали стосуватися лише західної сторони.

### Мамелюцький та османський періоди
Паломницькі споруди перебодувувались багато разів, але остаточно були покинуті до кінця XV століття.
У XIII столітті над залишками візантійської релігійної споруди був побудований православний монастир, але як довго він проіснував залишається невідомим. Втім, паломництво до цього місця занепало і, за словами одного паломника, в 1814 році об'єкт  був у руїнах. В період з XV до XIX століття паломники майже не відвідували цю місцевість. Невелика каплиця, присвячена Святій Марії Єгипетській, пустельниці візантійських часів, була побудована впродовж XIX століття та була зруйнована під час землетрусу 1927 року.
На початку ХХ століття територія на східному узбережжі Йордану була зайнята фермерською громадою.

### Повторне відкриття після 1994 року та туризм

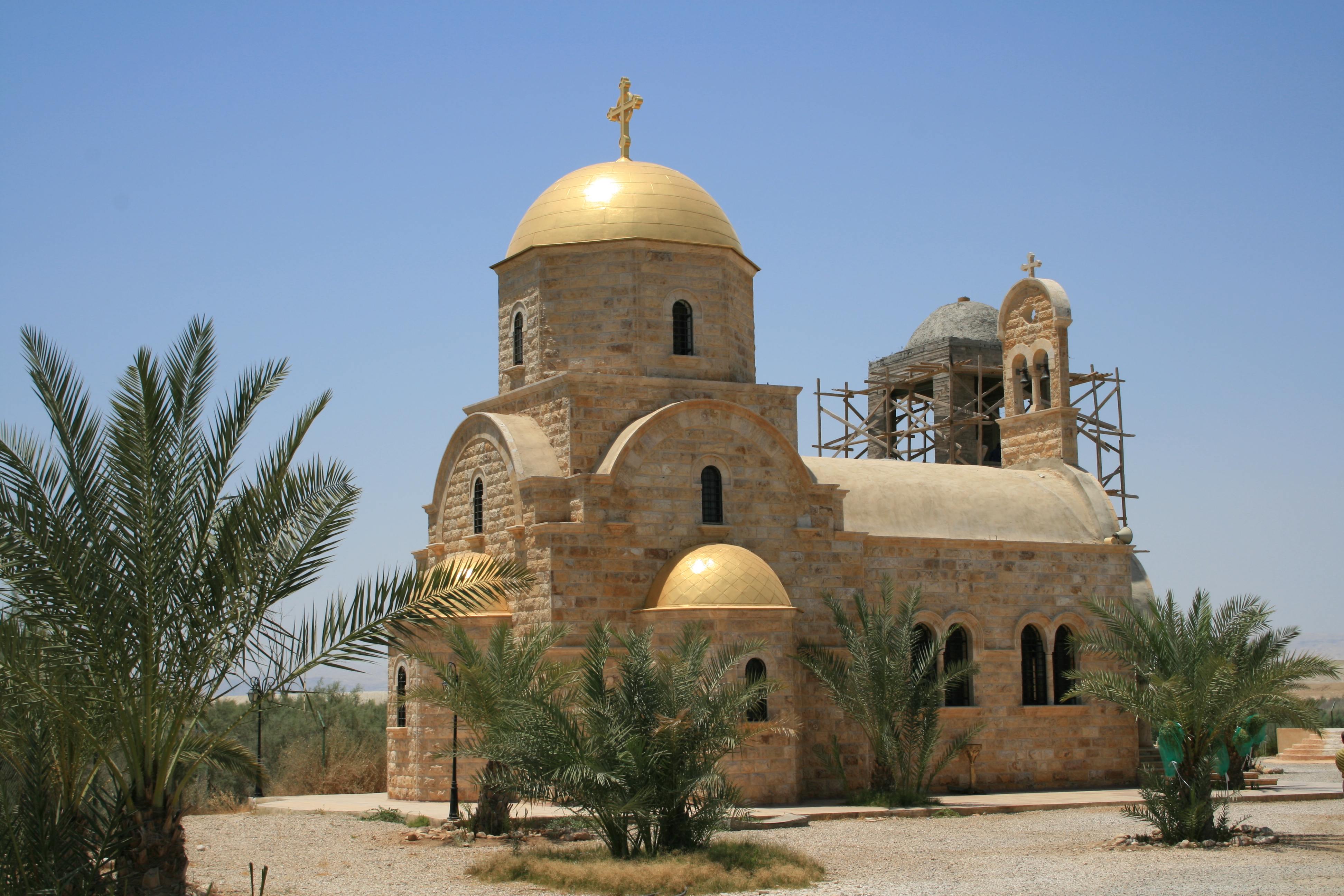
Новозбудована грецька православна церква Івана Хрестителя

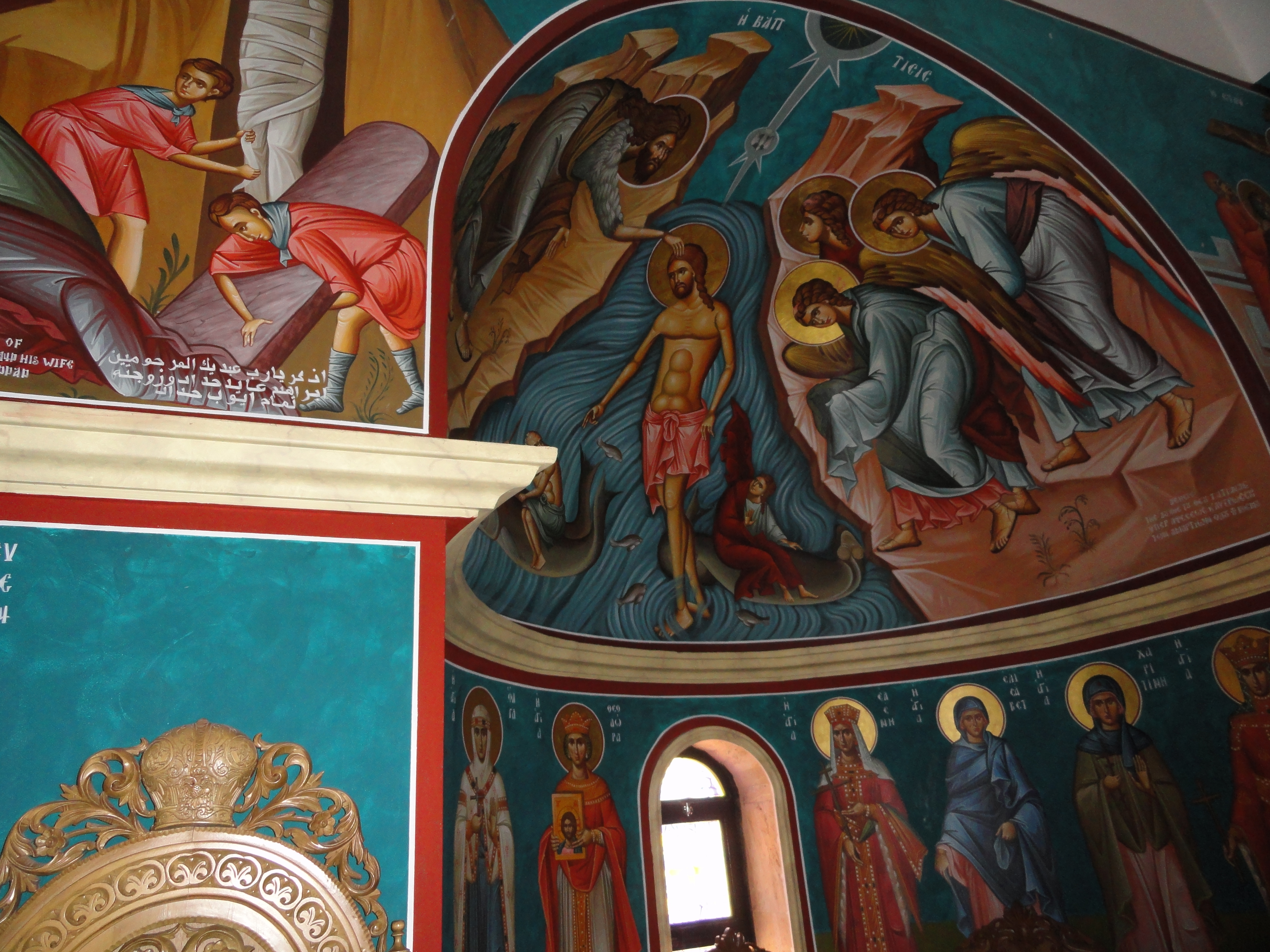
Фреска всередині нової грецької православної церкви із зображенням хрещення Ісуса

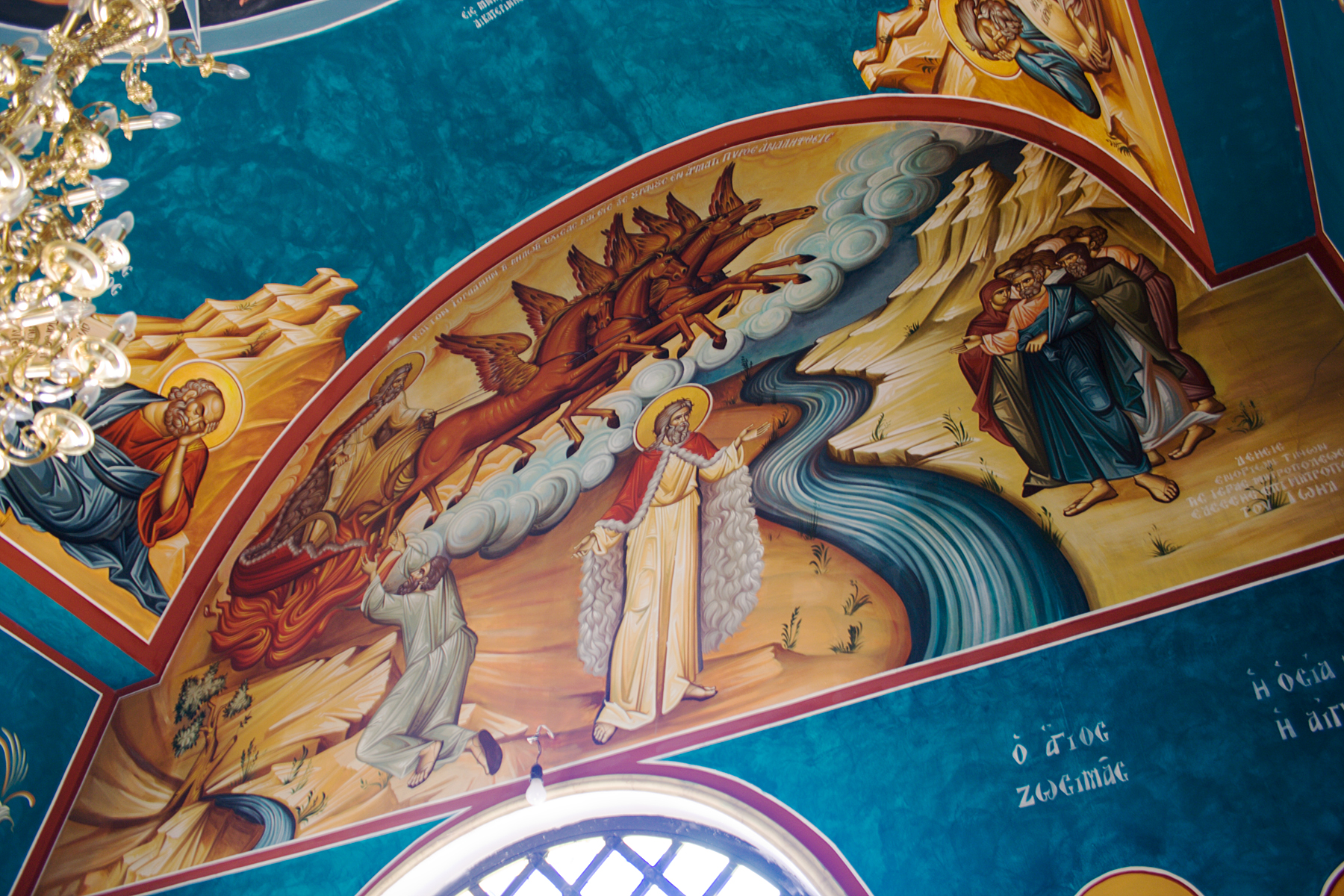
Фреска всередині нової грецької православної церкви із зображенням вознесіння Іллі на вогненній колісниці

Внаслідок Шестиденної війни в 1967 році річка Йордан стала лінією розмежування, а обидва її береги стали мілітаризованими і недоступними для паломників. Після 1982 року, коли Каср-ель-Ягуд все ще залишався недоступним, Ізраїль дозволив християнські хрещення північніше, в Ярденіті. Після укладення мирного договору між Ізраїлем та Йорданією в 1994 році доступ до Ель-Магтасу був відновлений. Це сталося після того, як принц Газі, який глибоко цікавиться історією релігії, відвідав цей район у компанії францисканського археолога, який переконав його відвідати місцевість, що колись  вважалася місцем хрещення. До того ж, на території об'єкту були знайдені свідоцтва мешкання римських часів, що зі свого боку заохочувало туристів та спонукало до проведення розмінування навколишньої місцевості. Незабаром було проведено ще кілька археологічних досліджень під керівництвом доктора Мохаммада Вахіба, який у 1997 році оголосив про відкриття стародавнього місця. 1990-ті роки ознаменувались періодом археологічних розкопок у цій місцевості, після чого на початку XXI століття були здійснені перші заходи з консервації та реставрації об'єкта. Йорданія повністю відкрила Ель-Магтас для всіх бажаючих у 2002 році. Каср-ель-Ягуд, що лежить у Палестині та контролюється Ізраїлем, відкрився для туристів пізніше, у 2011 році (традиційні святкування Богоявлення проводились тут з 1985 року, проте лише в конкретні католицькі та православні дати та під наглядом військовиків. У 2007 році про Ель-Магтас був знятий документальний фільм під назвою «Хрещення Ісуса Христа — відкриття Віфанії Зайорданської» (англ. The Baptism of Jesus Christ – Uncovering Bethany Beyond the Jordan).
Більше туристів відвідує західну сторона Йордану, аніж східну, йорданську (півмільйона відвідувачів у Каср-ель-Ягуді проти близька десяти тисяч в Ель-Магтасі) За іншими підрахунками, цифри становлять 300 тис. на окупованій Ізраїлем території  Палестини та 100 тис. зі сторони Йорданії. Для порівняння: Ярденіт відвідують понад 400 тис. людей на рік.
У 2000 році Ель-Магтас відвідав папа Іван Павло II, що стало першим в історії візитом Папи Римського до цієї місцевості. У 2002 році християни вшанували пам'ять про хрещення Христа на цьому місці вперше після його повторного відкриття. Відтоді тисячі християнських паломників з усього світу щорічно відзначають Богоявлення у Віфанії Зайорданській. У 2015 році ЮНЕСКО внесла об'єкт Ель-Магтас на східному березі річки Йордан до переліку Світової спадщини, тоді як Каср-ель-Ягуд такий статус не отримав.
Археологічні дослідження в місцевості, здійснені в 1990-х, виявили залишки релігійних споруди римських та візантійських часів, зокрема церкви та каплиці, монастир, печери, що використовуються відлюдниками та басейни для хрещення. Розкопки підтримувалися установами з різних країн.

### Телль-Ель-Харрар та басейни для хрещення
Під час розкопоку Телль-ель-Харрарі було знайдено три церкви, три басейни для хрещення, циркулярний колодязь та комплекс, що оточує пагорб. Також були виявлені залишки водопостачання, які можна побачити й сьогодні. Вода надходила з джерел і подавалася до місць хрещення за допомогою керамічних труб.

### Узбережжя Йордану
В місцевості Зор, що охоплює берег Йордану, були знайдені церква із залою з колонами, базиліка, відома як Церква Св. Івана Хрестителя, та Нижня базиліка з мармуровими підлогами. Також було виявлено Верхню базиліку, мармурові сходинки, чотири простінки Каплиці Мантії, Мала каплиця, Лавра Святої Марії Єгипетської та великий басейн. Мармурові сходи були побудовані в 570 році; їхні 22 сходинки зроблені з чорного мармуру. Сходи ведуть до Верхньої базиліки та басейну для хрещення. Колись у цьому басейні було чотири пристінки, що підтримували Каплицю Мантії.

### Скити
Пагорби Кваттара виявили низку чернецьких печер, також відомих як келії, на відстані 300 м від Йордан-ріки. Раніше доступ до печер здійснювався канатним шляхом. Кожна з цих печер мала напівкруглу нішу на східній стіні. В печері були дві кімнати: одна для молитви, а інше — для мешкання.

### Могили
Вважається, що могили, знайдені в церквах та поза ними, належили ченцям. Ці захоронення належать до візантійського та ранньоісламського періодів (V—VII ст.). Знахідки монет та кераміки під час розкопок також є підтвердженням багатої історії об'єкта.